# Coelogyne malintangensis
Coelogyne malintangensis é uma espécie de orquídea epífita, família Orchidaceae, originária de Sumatra.